# 80'erne f.Kr.
Århundreder: 2. århundrede f.Kr. – 1. århundrede f.Kr. – 1. århundrede
Årtier: 130'erne f.Kr. 120'erne f.Kr. 110'erne f.Kr. 100'erne f.Kr. 90'erne f.Kr. – 80'erne f.Kr. – 70'erne f.Kr. 60'erne f.Kr. 50'erne f.Kr. 40'erne f.Kr. 30'erne f.Kr.
År: 89 f.Kr. 88 f.Kr. 87 f.Kr. 86 f.Kr. 85 f.Kr. 84 f.Kr. 83 f.Kr. 82 f.Kr. 81 f.Kr. 80 f.Kr.